# Myxidium adriaticum
Myxidium adriaticum is een microscopische parasiet uit de familie Myxidiidae. Myxidium adriaticum werd in 1989 beschreven door Lubat, Radujkovic, Marques & Bouix. 